# Bodtjärnen (Hammerdals socken, Jämtland, 705731-147814)
Bodtjärnen är en sjö i Strömsunds kommun i Jämtland och ingår i Indalsälvens huvudavrinningsområde.